# 亚当·克什乔特
亚当·彼得·克什乔特（波蘭語：Adam Piotr Kszczot，[kʂt͡ʂɔt]，1989年9月2日—），波兰男子中距離运动员，擅长800公尺。他曾夺得2015年世界田径锦标赛800公尺银牌。